# 马都拉岛
马都拉岛是印度尼西亚的一个岛屿，位于爪哇岛东北方，泗水港外，隔马都拉海峡与爪哇岛相望。东西长约150公里，南北仅宽45公里，马都拉岛及附近岛屿面积5290平方公里，人口约352万5千人，多信仰印度教。马都拉属东爪哇省管辖，分为邦卡兰县、三邦县、巴米加三县、漯水县，经济落后，是著名的食盐产区。
盛行騎牛賽車，以木橇拉牛賽跑，過程中大約十到十五秒跑一百公尺路程。每年八月和九月都會在一些鎮上舉辦，決賽時間在九月或十月。
戴着面具演出的罗摩衍那和摩诃婆罗多故事也颇受欢迎。